# Осовка (Гайнівський повіт)
Осовка (Осувка, пол. Osówka) — село в Польщі, у гміні Чижі Гайнівського повіту Підляського воєводства. Населення — 83 особи (2011).

## Історія
Вперше згадується 1576 року як Локниця.
У 1975—1998 роках село належало до Білостоцького воєводства.

## Демографія
Демографічна структура станом на 31 березня 2011 року:
|          | Загалом | Допрацездатний вік | Працездатний вік | Постпрацездатний вік |
| -------- | ------- | ------------------ | ---------------- | -------------------- |
| Чоловіки | 44      | 8                  | 25               | 11                   |
| Жінки    | 39      | 4                  | 15               | 20                   |
| Разом    | 83      | 12                 | 40               | 31                   |